# Bajo Mondego
El Bajo Mondego (en portugués: Baixo Mondego) es una subregión estadística portuguesa, parte de la Región Centro y del Distrito de Coímbra. Limita al norte con el Bajo Voga y con el Dão-Lafões, al este con el Pinhal Interior Norte, al sur con el Pinhal Litoral y al oeste con el Océano Atlántico. Área: 2062 km². Población (2001): 340 342.
Comprende 10 municipios (concelhos):
- Cantanhede
- Coímbra
- Condeixa-a-Nova
- Figueira da Foz
- Mealhada
- Mira
- Mortagua
- Montemor-o-Velho
- Penacova
- Soure

El principal centro urbano es la ciudad de Coímbra. Otras ciudades son: Figueira da Foz, Cantanhede y Mealhada.
El puerto principal es el puerto de Figueira da Foz (Porto da Figueira).
- Datos: Q804037